# クロノボリリュウ
クロノボリリュウ（もしくはクロノボリリュウタケ 。 黒昇竜。黒昇竜茸。学名:Helvella lacunosa)はチャワンタケ目、ノボリリュウタケ科、ノボリリュウ属の菌類。英語圏ではlate grey saddleやfluted black elfin saddleとして知られている。ノボリリュウ属の中では比較的知られている種である。この菌は不規則に皺のよった灰色の傘、縦に皺の走った柄、ワタゲ状の下面等から簡単に見分けることができる。北アメリカ、ヨーロッパ等で見つかっており、夏や秋の頃、落葉広葉樹や針葉樹の森で見ることができる。

## 分類学
この菌を最初に記載したのは博物学者のアダム・アフセリウスであり、1783年に分類された。この種の名前であるlacunosaはラテン語の形容詞であり、「穴のある」を意味している。属の名前であるHelvellaは元々イタリアのハーブの一種であったが、アミガサダケに関連する言葉になった。Helvella sulcataはこの種とはいくらかの違いがあり、裂片の僅かな違いがあるとされて別種にされていたが、現在では種以下に格下げされるか、全くのシノニムとして扱われている。この二つの型を明らかに線引きするような特徴は見つからなかった。

## 特徴
クロノボリリュウは不規則に折り重なり、皺のよった傘を持っており、暗い灰色から徐々に黒色に変化していく。大きさは1~10cmほどであり、大抵2~5cm程度である。
柄は皺がよったようになっており、鍔はない。長さは3~15cm程度である。若いものは白く、老いるにしたがい暗い色になっていき、灰色のような色になる。
胞子紋は白色であり、胞子自体は楕円形をしている。平均的に12 × 9 μm程度である。
時折、白い蓋の様な物がついている場合がある。
ノボリリュウとの見分け方は、ふわふわした傘の下部の表面と、若いときに巻き込まれた端部分、さらにノボリリュウは傘が乳白色をしていることである。

## 分布・生息地
この種は北アメリカの東部で一般的な種であり、ヨーロッパでも見つかっている。これは高山に見られることが多く、南北半球を問わず、温帯域に見られる。
マツ、ナラ、ベイマツ、公園の芝生等にも見られる。稀に焼け跡から生えることもある
。
子実体は晩夏から秋にかけて見られる。ただし、カリフォルニアでは冬に見られたこともある。
時に白いカビの生えたような外見のものがあり、子嚢菌門のHypomyces cervinigenusに寄生されているものである。

## 食用
この種は可食である。柄は食べられないが、傘の部分は幾つかの調理例では好評である。幾つかのガイドブックには可食として扱われている。しかし、この属の他の幾つかの種は現在では毒の存在が疑われているため、この種自体にも毒があるのではと疑われている。生食すると消化器系に症状を与えると報告されている。